# Луп III Центул
Луп III Центул (Центулон, Сентюль) (баск.: Otsoa Wasco, гаск.: Lop Centullo, д/н — 820) — герцог Васконії в 816/818—819 роках.

## Життєпис
Походив з династії Гатонідів (Гасконський дім). Ймовірно син Центула і онук Лупа II, герцога Васконії. Про дату народження та молоді роки нічого невідомо.
У 816 або 818 році став співгерцогом стриєчного брата Гарсії I. Вважається, що саме Луп III був ініціатором повстання проти Піпіна I, короля Аквітанії. Втім брати-герцоги зазнали поразки у 819 році від військ франків на чолі із Беренгаром I, графом Тулузи, і Гверіном II, маркізом Бургундії — Гарсія I загинув, а Лупа III — заслано, де той помер у 820 році. Новим герцогом Васконії став інший стриєчний брат Аснар Санш.

## Родина
- Центул Луп (д/н—866, 1-й віконт Беарну
- Донат Луп (д/н—850), 1-й граф Бігорра